# Macrobiotus
Macrobiotus är ett släkte av trögkrypare som beskrevs av Schultze 1834. Macrobiotus ingår i familjen Macrobiotidae.
Släktet Macrobiotus indelas i:
- Macrobiotus acontiscus
- Macrobiotus alekseevi
- Macrobiotus allani
- Macrobiotus altitudinalis
- Macrobiotus anderssoni
- Macrobiotus andinus
- Macrobiotus annae
- Macrobiotus aradasi
- Macrobiotus areolatus
- Macrobiotus arguei
- Macrobiotus ariekammensis
- Macrobiotus armatus
- Macrobiotus artipharyngis
- Macrobiotus ascensionis
- Macrobiotus australis
- Macrobiotus baltatus
- Macrobiotus barabanovi
- Macrobiotus beotiae
- Macrobiotus biserovi
- Macrobiotus blocki
- Macrobiotus bondavallii
- Macrobiotus brevipes
- Macrobiotus caelicola
- Macrobiotus cargatensis
- Macrobiotus carsicus
- Macrobiotus centesimus
- Macrobiotus chieregoi
- Macrobiotus contii
- Macrobiotus corgatensis
- Macrobiotus coronatus
- Macrobiotus crassidens
- Macrobiotus crenatus
- Macrobiotus crenulatus
- Macrobiotus csotiensis
- Macrobiotus danielae
- Macrobiotus danielisae
- Macrobiotus dariae
- Macrobiotus denticulus
- Macrobiotus diffusus
- Macrobiotus divergens
- Macrobiotus diversus
- Macrobiotus drakensbergi
- Macrobiotus dubius
- Macrobiotus echinogenitus
- Macrobiotus erminiae
- Macrobiotus evelinae
- Macrobiotus furciger
- Macrobiotus garynahi
- Macrobiotus gemmatus
- Macrobiotus gerlachae
- Macrobiotus glebkai
- Macrobiotus granatai
- Macrobiotus grandis
- Macrobiotus hapukuensis
- Macrobiotus harmsworthi
- Macrobiotus hibernicus
- Macrobiotus hibiscus
- Macrobiotus hieronimi
- Macrobiotus higginsi
- Macrobiotus hufelandi
- Macrobiotus humilis
- Macrobiotus huziori
- Macrobiotus hyperboreus
- Macrobiotus hyperonyx
- Macrobiotus hystricogenitus
- Macrobiotus iharosi
- Macrobiotus insignis
- Macrobiotus insularis
- Macrobiotus islandicus
- Macrobiotus joannae
- Macrobiotus kirghizicus
- Macrobiotus kolleri
- Macrobiotus komareki
- Macrobiotus kovalevi
- Macrobiotus kozharai
- Macrobiotus krynauwi
- Macrobiotus kurasi
- Macrobiotus lissostomus
- Macrobiotus liviae
- Macrobiotus longipes
- Macrobiotus lorenae
- Macrobiotus lusitanicus
- Macrobiotus luteus
- Macrobiotus macrocalix
- Macrobiotus madegassus
- Macrobiotus magdalenae
- Macrobiotus mandalaae
- Macrobiotus marlenae
- Macrobiotus mauccii
- Macrobiotus meridionalis
- Macrobiotus mongolicus
- Macrobiotus montanus
- Macrobiotus morulatus
- Macrobiotus mottai
- Macrobiotus nelsonae
- Macrobiotus norvegicus
- Macrobiotus nuragicus
- Macrobiotus occidantalus
- Macrobiotus occidentalis
- Macrobiotus ocotensis
- Macrobiotus orcadensis
- Macrobiotus ovidii
- Macrobiotus ovostriatus
- Macrobiotus ovovillosus
- Macrobiotus pallarii
- Macrobiotus papillosus
- Macrobiotus patagonicus
- Macrobiotus patiens
- Macrobiotus persimilis
- Macrobiotus personatus
- Macrobiotus peteri
- Macrobiotus peterseni
- Macrobiotus picardi
- Macrobiotus pilatoi
- Macrobiotus polaris
- Macrobiotus polonicus
- Macrobiotus polyopus
- Macrobiotus porteri
- Macrobiotus potockii
- Macrobiotus primitivae
- Macrobiotus priviterae
- Macrobiotus psephus
- Macrobiotus pseudocoronatus
- Macrobiotus pseudoliviae
- Macrobiotus pseudonuragicus
- Macrobiotus punctillus
- Macrobiotus radiatus
- Macrobiotus ragonesei
- Macrobiotus ramoli
- Macrobiotus rawsoni
- Macrobiotus recens
- Macrobiotus reinhardti
- Macrobiotus richtersi
- Macrobiotus rigidus
- Macrobiotus rioplatensis
- Macrobiotus rollei
- Macrobiotus rubens
- Macrobiotus sandrae
- Macrobiotus santoroi
- Macrobiotus sapiens
- Macrobiotus savai
- Macrobiotus shonaicus
- Macrobiotus semmelweisi
- Macrobiotus serratus
- Macrobiotus seychellensis
- Macrobiotus shennongensis
- Macrobiotus siamensis
- Macrobiotus sicheli
- Macrobiotus simulans
- Macrobiotus snaresensis
- Macrobiotus spectabilis
- Macrobiotus spertii
- Macrobiotus stellaris
- Macrobiotus submorulatus
- Macrobiotus tenuis
- Macrobiotus terminalis
- Macrobiotus terricola
- Macrobiotus tetraplacoides
- Macrobiotus tonollii
- Macrobiotus topali
- Macrobiotus tridigitus
- Macrobiotus walteri
- Macrobiotus vanescens
- Macrobiotus wauensis
- Macrobiotus willardi
- Macrobiotus virgatus